# Marie Cornélie Falcon

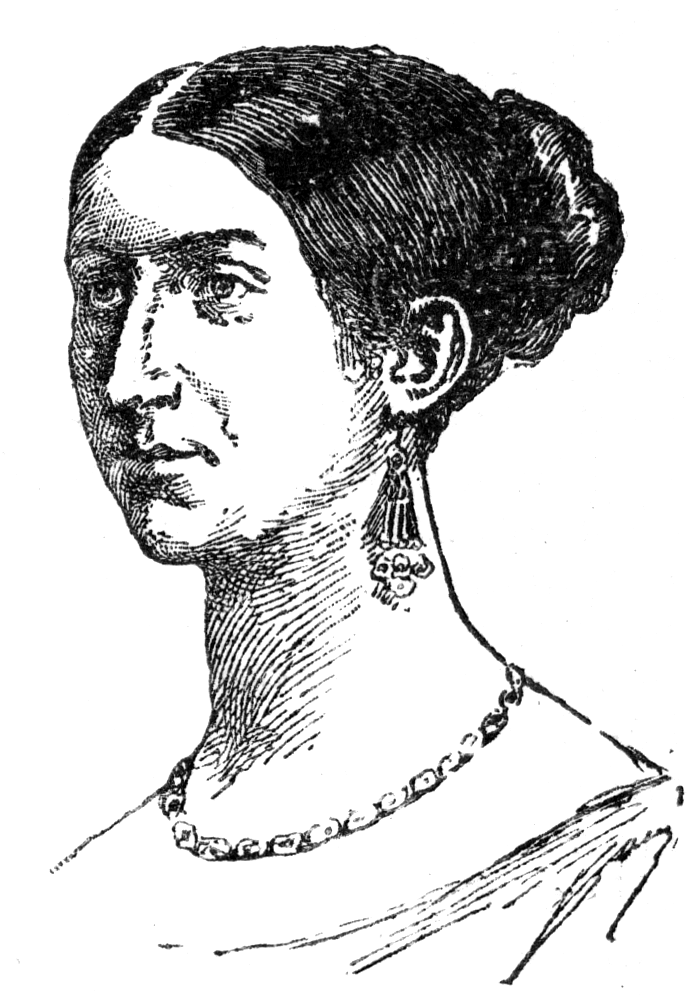

Marie Cornélie Falcon (28 de enero de 1814-25 de febrero de 1897) fue una cantante de ópera francesa del siglo XIX.
Poseía un particular registro de soprano dramática con oscuros graves de mezzosoprano y agudos cortos. Esta particularidad originó que cantantes con estas características sean llamadas de allí en adelante "sopranos Falcon".
Gran actriz, de imponente presencia y voz extraña cautivó a las audiencias parisinas. Se consagró en Roberto el Diablo de Meyerbeer en 1832 durante una representación a la que asistieron María Malibrán, Rossini, Berlioz, Cherubini, Alfred de Musset, Théophile Gautier y otras celebridades en la Opera de París. 
Su carrera duró apenas seis años, se cree porque abusó de su instrumento más allá de sus capacidades malográndose prematuramente. 
Creó los roles de Rache en La Juive de Halevy y Valentine en Les Huguenots de Giacomo Meyerbeer. En 1837 creó La Stradella de Niedermeyer, en la segunda representación su voz se había extinguido para siempre.
Como su rango natural era el de una soprano dramática, la Falcon era capaz de llegar sin esfuerzo a los agudos, amén de tener medios y graves firmes. Esta manera de cantar creó estilo y Richard Wagner escribió tres papeles para la tesitura de una mezzosoprano con las habilidades de la Falcon, es decir, con habilidades de soprano. Estos papeles son Ortrud (la esposa de Federico de Telramund, conde de Brabante) de Lohengrin, la diosa Venus (de Tannhäuser) y Kundry (mujer sensual al servicio de Klingsor, el enemigo de los caballeros del Grial) de Parsifal. 
Célebres divas exponentes de esta subclase son mezzosopranos alemanas Christa Ludwig y Waltraud Meier, cercanas a la categoría Falcon se encuentran la soprano francesa Régine Crespin y la soprano norteamericana Jessye Norman como también sopranos dramáticas que con el tiempo fueron reforzando los graves y acortando sus agudos.